# Omverdensproblemet
Omverdensproblemet er navnet på Peter Zinkernagels disputats og er et filosofisk problem, der handler om, hvordan man kan bevise, at der eksisterer en verden uafhængigt af ens bevidsthed.
Problemer opstår med Descartes' krav til epistemologien om, at man skal kunne bevise alt, også at verden ikke kun er ens drøm. Hjerne-i-karet eksemplet er en nutidig måde at eksemplificere problemet på.